# بوقره (تیارت)
بوقره (به عربی: بوقرة) یک شهرداری در الجزایر است که در استان تیارت واقع شده‌است.